# ラクチカゼイバチルス・パラカセイ
ラクチカゼイバチルス・パラカセイ（Lacticaseibacillus paracasei）は、通性ヘテロ乳酸発酵性のグラム陽性細菌である。1989年にDNA-DNA分子交雑法の結果を基に、NCDO 151（=ATCC 25302）をタイプ株とし、Lactibacillus caseiより分割された。それまでL. caseiと呼ばれていた菌株の殆ど全てを引き継いだため、現在L. caseiと呼ばれている菌株の殆どは実際にはこの種（一部はL. rhamnosus）に属すとみられる。
2020年には属分類の再評価がなされ、Lacticaseibacillus paracaseiに分類しなおされた

## 性質
四角い端を持つ単独または連鎖する桿菌で、大きさは0.8〜1.0×2.0〜4.0μm程度。運動性や胞子形成能力は無い。10～40℃（一部の株は5～45℃）で成長する。人など哺乳類の消化器官、発酵した食品などにも存在する。

## 論争
旧来L. caseiと呼ばれてきた菌株のうち、L. caseiのタイプ株ATCC 393と、ATCC 15820を除く殆ど全てがL. paracaseiに吸収されたため、Lactobacillus paracaseiという分類には論争がある。対抗する形で、1991年にATCC 334（L. paracasei）をタイプ株としてL. caseiの記載しなおしが提案されたが、拒絶。更に1996年にはATCC 15820をタイプ株とするL. zeaeの名称を"復活"させる提案（これによりL. zeaeとみなされるATCC 393をL. caseiのタイプ株とはできなくなる）がなされ、代わりにATCC 334（L. paracasei）をL. caseiの新タイプ株とする提案も出され、一定の支持を受けた。しかしながら、この提案は明らかに国際原核生物命名規約に反しているため、ICSBの裁定によりこちらも拒絶されている。ただし、現在でもLactobacillus caseiに属す菌株をLactobacillus zeaeと呼び、Lactobacillus paracaseiに属す菌株をLactobacillus caseiと呼ぶことも多く、混乱は収まっていない。
以下の株名はアメリカンタイプカルチャーコレクションによる。ATCCは初出以外省略する。
- 細菌学名承認リスト時点 - L. casei（ATCC393T、ATCC15820、ATCC25302、ATCC344、ATCC7469）
- Collins et al. 1989[2] - L. casei（393T、15820）、L. paracasei（25302T、334他32株）、L. rhamnosus（7469T他14株）
- Dicks et al. 1996[4] - L. zeae（393、15820T）、L. casei（25302、334T他11株）、L. rhamnosus（7469T他3株）